# Mazatlania
Mazatlania là một chi ốc biển, là động vật thân mềm chân bụng sống ở biển trong họ Columbellidae.

## Các loài
Các loài trong chi Mazatlania gồm có:
- Mazatlania fulgurata (Philippi, 1846)[2]